# Agelenopsis longistyla
Agelenopsis longistyla là một loài nhện trong họ Agelenidae.
Loài này thuộc chi Agelenopsis. Agelenopsis longistyla được Richard C. Banks miêu tả năm 1901.